# Liste der kantonalen Bildungsdepartemente in der Schweiz
In der Schweiz ist die staatliche Verantwortung für die Bildung einschliesslich der Zuständigkeit für Schulen und Hochschulen nach der Bundesverfassung (Art. 61–65) grundsätzlich bei den Kantonen angesiedelt (siehe auch Föderalismus in der Schweiz). Zur Koordination auf Bundesebene arbeiten die Kantone in der Schweizerischen Konferenz der kantonalen Erziehungsdirektoren zusammen; daneben gibt es das Staatssekretariat für Bildung, Forschung und Innovation (SBFI) im Eidgenössischen Departement für Wirtschaft, Bildung und Forschung, welches die Fachbehörde des Bundes für national und international ausgerichtete Fragen der Bildungs-, Forschungs- und Innovationspolitik ist.
(Stand: 31. Januar 2025)
| Kanton                 | Departement | Vorsteher                | Partei    | seit |
| ---------------------- | --- | ------------------------ | --------- | ---- |
| Zürich                 | Bildungsdirektion | Silvia Steiner           | Mitte/CVP | 2015 |
| Bern                   | Bildungs- und Kulturdirektion (bis Ende 2019: Erziehungsdirektion) Direction de l’instruction publique et de la culture                                                      | Christine Häsler         | Grüne     | 2018 |
| Luzern                 | Bildungs- und Kulturdepartement | Armin Hartmann           | SVP       | 2023 |
| Uri                    | Bildungs- und Kulturdirektion | Georg Simmen             | FDP       | 2024 |
| Schwyz                 | Bildungsdepartement | Michael Stähli           | Mitte/CVP | 2016 |
| Obwalden               | Bildungs- und Kulturdepartement | Christian Schäli         | CSP       | 2018 |
| Nidwalden              | Bildungsdirektion | Res Schmid               | SVP       | 2010 |
| Glarus                 | Departement Bildung und Kultur | Kaspar Becker            | Mitte/BDP | 2022 |
| Zug                    | Direktion für Bildung und Kultur | Stephan Schleiss         | SVP       | 2011 |
| Freiburg               | Direction de l’instruction publique, de la culture et du sport Direktion für Erziehung, Kultur und Sport                                                                     | Sylvie Bonvin-Sansonnens | Grüne     | 2021 |
| Solothurn              | Departement für Bildung und Kultur | Remo Ankli               | FDP       | 2013 |
| Basel-Stadt            | Erziehungsdepartement | Mustafa Atici            | SP        | 2024 |
| Basel-Landschaft       | Bildungs-, Kultur- und Sportdirektion | Monica Gschwind          | FDP       | 2015 |
| Schaffhausen           | Erziehungsdepartement | Patrick Strasser         | SP        | 2021 |
| Appenzell Ausserrhoden | Departement Bildung | Alfred Stricker          | parteilos | 2015 |
| Appenzell Innerrhoden  | Erziehungsdepartement | Roland Inauen            | parteilos | 2013 |
| St. Gallen             | Bildungsdepartement | Bettina Surber           | SP        | 2024 |
| Graubünden             | Erziehungs-, Kultur- und Umweltschutzdepartement Departament d’educaziun, cultura e protecziun da l’ambient Dipartimento dell’educazione, cultura e protezione dell’ambiente | Jon Domenic Parolini     | Mitte/CVP | 2014 |
| Aargau                 | Departement Bildung, Kultur und Sport | Martina Bircher          | SVP       | 2025 |
| Thurgau                | Departement für Erziehung und Kultur | Denise Neuweiler         | SVP       | 2024 |
| Tessin                 | Dipartimento dell’educazione della cultura e dello sport | Marina Carobbio Guscetti | SP        | 2023 |
| Waadt                  | Département de la formation, de la jeunesse et de la culture | Frédéric Borloz          | FDP       | 2022 |
| Wallis                 | Département de l’économie et de la formation Departement für Volkswirtschaft und Bildung                                                                                     | Christophe Darbellay     | Mitte/CVP | 2017 |
| Neuenburg              | Département de l’éducation, de la culture et des sports | Crystel Graf             | FDP       | 2021 |
| Genf                   | Département de l’instruction publique de la culture et du sport | Anne Hitbold             | FDP       | 2023 |
| Jura                   | Département de la formation, de la culture et des sports | Martial Courtet          | Mitte/CVP | 2015 |

Die Nennung der Kantone erfolgt in der offiziellen Reihenfolge (gem. Art. 1 der Bundesverfassung).